# آتوواکون
آتوواکون (انگلیسی: Atovaquone) یک داروی ضد میکروبی برای پیشگیری و درمان پنومونی پنوموسیستیس جیرووسی (PCP) است.

## کاربرد پزشکی
اتواکون دارویی است که برای درمان یا پیشگیری از موارد زیر کاربرد دارد:
- برای پنومونی پنوموسیستیس (PCP)،[۳][۴] در موارد خفیف استفاده می شود، اگرچه برای درمان موارد شدید تایید نشده است.
- برای توکسوپلاسموز،[۵] دارو دارای اثرات ضد انگلی و درمانی است.
- برای مالاریا، یکی از دو جزء (به همراه پروگوانیل) در داروی مالارون است. مالارون عوارض جانبی کمتری دارد و گران‌تر از مفلوکین است.[۶] مقاومت دیده شده است.[۷]
- برای بابزیا، اغلب همراه با آزیترومایسین خوراکی استفاده میشود.[۸]

تری متوپریم/سولفامتوکسازول (TMP-SMX، Bactrim) به طور کلی درمان خط اول برای PCP در نظر گرفته می شود (نباید با سولفادیازین و پیریمتامین، که خط اول توکسوپلاسموز است) اشتباه شود. با این حال، آتواکون ممکن است در بیمارانی استفاده شود که نمی توانند داروهای سولفونامید مانند TMP-SMX را تحمل کنند یا به آنها حساسیت دارند. علاوه بر این، آتوواکون این مزیت را دارد که باعث سرکوب میلوسکوپ نمی شود، که یک مسئله مهم در بیمارانی است که تحت پیوند مغز استخوان قرار گرفته اند.
آتوواکون به طور پیشگیرانه به بیماران پیوند کلیه داده می شود تا از PCP در مواردی که Bactrim برای بیمار منع مصرف دارد، جلوگیری شود.